# Исм

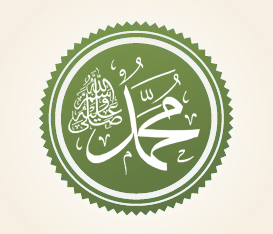
«Мухаммад» — одно из самых распространённых арабских имён.

Исм (араб. اسم‎), алам — личное имя, наиболее важный элемент системы арабских имён. Это самое первое имя, которое ребёнок получает при рождении или мальчик при обрезании; обычно оно употребляется в кругу близких людей, родственников, друзей и знакомых.
Исм в большинстве случаев состоит из одного элемента (Али, Асад, Ибрахим, Мухаммад, Хасан), но может быть также сложным, состоящим из двух и более элементов. Это обычно имена, имеющие религиозное значение («прекрасные имена»), с элементами «абд» + Аллах (или любой другой из его 99 эпитетов), «аль» или «ар». Особенно часто употребляются в качестве имени одни из трёх основных эпитетов Бога — «ар-Рахман» (милостивый) и «ар-Рахим» (милосердный).
Иногда в класс имён алам переходят другие типы имён с элементами «абу», «умм», «ибн», «-ад-дин», «-Аллах» и др.
Арабы, как правило, имели только один алам, а народы неарабского происхождения (персы, турки и другие) часто прибавляли к нему имя и на своём родном языке.
Во многих арабских странах существует интересная традиция — в течение первых трёх дней после рождения мальчики, как правило, носят имя Мухаммед в честь исламского пророка. Девочки в течение этого времени обычно носят имя Фатима в честь дочери пророка Мухаммеда. По истечении этого срока (как правило, в течение недели) родители могут заменить его другим (что обычно и происходит) или оставить новорождённому это имя.
Кроме того, в некоторых других арабских странах существуют и альтернативные обычаи присвоения имени ребёнку. Например, в Египте ещё с древних доисламских времён существует праздник «Субуа Мавлуд» («седьмой день со дня рождения ребёнка»). Приготовления к нему идут в течение всей недели после рождения ребёнка под руководством матери и женщины, оказывавшей помощь во время родов (закупаются сладости, свечи, подарки). Если родился мальчик, то покупают красивый «ибрик» (то есть кувшин — слово мужского рода), а если девочка, то «кулля» (тоже кувшин, но женского рода). В них ставятся семь свечей, на каждой из которых пишут то или иное собственное имя. Ребёнка нарекают тем именем, которое написано на последней догоревшей свече («чтобы жизнь его была долгой»).